# Model Misbehavior
Model Misbehavior («Они не поменялись местами») — десятая серия четвёртого сезона мультсериала «Гриффины». Премьерный показ состоялся 24 июля 2005 года на канале FOX.

## Сюжет
Лоис вспоминает о своём юношеском желании стать моделью. Несмотря на протесты отца, она уходит в модельный бизнес и очень скоро становится весьма популярной.
Поначалу Питер гордится своей женой, но вскоре начинает ревновать её к многочисленным поклонникам. Раздражённая завистью мужа, Лоис в знак протеста глотает таблетки для похудения и на всю ночь уходит на вечеринку. Не зная, как вытащить жену из этого «болота», Питер идёт на сотрудничество со своим тестем, Картером Пьютершмидтом. Они похищают Лоис прямо с вечеринки и привозят обратно в дом Гриффинов, где отец требует от неё, чтобы она оставила карьеру модели, а Питер, видя расстройство жены, наоборот, начинает убеждать Картера, что это её жизнь и её право на выбор. Пьютершмидт злится, но Питер вышвыривает его вон. Решив, что она осуществила то, что хотела, Лоис покидает модельный бизнес.
Тем временем Стьюи организовывает финансовую пирамиду «Ca$hscam».
Брайан обнаруживает у себя глистов, и не хочет, чтобы об этом узнал Питер, так как тот совершенно не умеет хранить секретов (во врезке Брайан вспоминает, как Питер в три часа утра вопил на весь дом, что у Мег началась первая менструация).
Брайан попадает в долговую зависимость, и работает на Стьюи, пока его не начинает бесить то, что малыш и правда считает свою компанию «Ca$hscam» реально функционирующей. Стьюи увольняет Брайана.

## Создание
Автор сценария: Стив Кэллахан
Режиссёр: Сара Фрост
Приглашённые знаменитости: отсутствуют.

## Интересные факты